# Felsőtótfalu
Felsőtótfalu (Păulești), település Romániában, a Partiumban, Bihar megyében.

## Fekvése
A Réz-hegység nyúlványai alatt, a Gyepes-patak mellett, Szalárdtól délkeletre, a Telegdi út mellett fekvő település.

## Története
Felsőtótfalu, Tótfalu nevét 1332-1337 között a pápai tizedjegyzék említette először Tot néven.
1413-ban Tothfalwa, 1625-ben Totfalu, 1692-ben Tot-Falu, 1808-ban Tótfalu (Kis-), Paulesty, 1888-ban Kis-Tótfalu, 1913-ban Felsőtótfalu néven írták.
A 19. század elején a báró Huszár család, a 20. század elején pedig gróf Seilern Ferenc birtoka volt.
1910-ben 303 lakosából 27 magyar, 276 román volt. Ebből 9 római katolikus, 265 görögkatolikus, 9 református, 16 görögkeleti ortodox volt.
A trianoni békeszerződés előtt Bihar vármegye Szalárdi járásához tartozott.